# Jean Boiteux
Jean Boiteux (La Ciotat, Francia, 20 de junio de 1933-Burdeos, 11 de abril de 2010) fue un nadador francés especializado en pruebas de estilo libre media distancia, donde consiguió ser campeón olímpico en 1952 en los 400 metros.

## Carrera deportiva
En los Juegos Olímpicos de Helsinki 1952 ganó la medalla de oro en los 400 metros estilo libre, con un tiempo de 4:30.7 segundos que fue récord olímpico, por delante del estadounidense Ford Konno y del sueco Per-Olof Östrand; y también ganó el bronce en los relevos de 4x200 metros estilo libre, tras Estados Unidos (oro) y Japón (plata).